# Miriam Toews
Miriam Leslie Toews (Steinbach, Canadá, 1964) es una escritora y actriz de cine canadiense de ascendencia menonita. Ha ganado varios premios literarios, entre ellos el Governor General's Award for Fiction y el Writers' Trust Engel/Findley Award por su obra. Toews también ha sido tres veces finalista del Premio Scotiabank Giller y dos veces ganadora del Premio de Ficción Rogers Writers' Trust.
Toews tuvo un papel protagonista en el largometraje Silent Light, escrito y dirigido por el cineasta mexicano Carlos Reygadas, y ganador del Premio del Jurado de Cannes 2007, una experiencia que le sirvió de base para su quinta novela, Irma Voth (2011). 

## Vida personal
Toews creció en Steinbach, Manitoba (Canadá), segunda hija de padres menonitas, ambos pertenecientes a la Kleine Gemeinde. Por parte de padre, Melvin C. Toews, es descendiente directa de uno de los primeros colonos de Steinbach, Klaas R. Reimer (1837-1906), que llegó a Manitoba en 1874 procedente de Ucrania. Su madre, Elvira Loewen, es hija del difunto C. T. Loewen, un empresario que fundó un negocio maderero que se convertiría en Loewen Windows. De adolescente, Toews montaba a caballo, participaba en competiciones provinciales de doma y carreras de barriles y cursaba estudios secundarios en el Instituto Regional de Steinbach. A los dieciocho años dejó Steinbach y vivió en Montreal y Londres antes de instalarse en Winnipeg. Es licenciada en Estudios Cinematográficos por la Universidad de Manitoba y en Periodismo por el King's College de Halifax. 
El padre de Toews, Melvin C. Toews, padeció trastorno bipolar gran parte de su vida. Fue un activo y respetado profesor de primaria que presionó para crear la primera biblioteca pública de Steinbach. Tras su muerte por suicidio, la Junta de la Biblioteca de Steinbach abrió el Jardín de Lectura Melvin C. Toews en los terrenos de la biblioteca que él contribuyó a crear. La mayor y única hermana de Toews, Marjorie, se suicidó en 2010, casi 12 años después que su padre.
El compañero sentimental de Toews es Erik Rutherford, guionista de la película Charlotte, de 2021. Sus hijos Georgia y Owen Toews son escritores.

## Carrera profesional

### Primeros trabajos
Toews escribió su primera novela, Summer of My Amazing Luck' (1996), mientras trabajaba como periodista independiente. La novela narra la evolución de la amistad entre dos madres solteras de un complejo de viviendas sociales de Winnipeg. La novela se desarrolló a partir de un documental que Toews estaba preparando para CBC Radio sobre el tema de las madres que viven de la asistencia social. Fue preseleccionada para la Medalla al Humor Stephen Leacock Memorial y el Premio McNally Robinson al Libro del Año. Toews ganó este último premio con su segunda novela, A Boy of Good Breeding (1998).
Toews ha escrito para CBC's WireTap, Canadian Geographic, Geist, The Guardian, The New York Times Magazine, Intelligent Life y Saturday Night. En 1999, ganó la Medalla de Oro al Humor del National Magazine Award. Es autora de The X Letters, una serie de cartas personales dirigidas al padre de su hijo que aparecieron en This American Life en un episodio sobre padres desaparecidos.
El padre de Toews se suicidó en 1998, y su muerte inspiró a Toews a escribir unas memorias en la voz de su padre, Swing Low: A Life. El libro fue recibido como un clásico instantáneo de la literatura moderna sobre enfermedades mentales, y ganó el Premio Alexander Kennedy Isbister de No Ficción y el Premio McNally Robinson al Libro del Año.

## Libros
- Pequeñas desgracias sin importancia (All My Puny Sorrows) (2022) Editorial Sexto piso
- Complicada bondad" ("A Complicated Kindness) (2007) Editorial Anagrama
- Irma Voth
- The Flying Trouthmans
- Swing Low
- Summer of my amazing luck
- A Boy of Good Breeding
- Ellas hablan (Women talking). (2020) Editorial Sexto piso.[17]
- No dejar que se apague el fuego (2023) Editorial Sexto piso

## Filmografía
- Luz silenciosa (2007) como Esther